# Käte Rosenheim
Käte Rosenheim (* 13. Januar 1892 in Berlin; † 4. Dezember 1979 in Cupertino, USA) war eine deutsch-US-amerikanische jüdische Sozialarbeiterin, besonders bekannt für ihre Hilfe bei der Rettung von Kindern und Jugendlichen aus dem nationalsozialistischen Deutschland.

## Leben und Wirken
Käte Rosenheim war die älteste von zwei Töchtern des Arztes und Privatdozenten Theodor Rosenheim und seiner Gattin Hedwig, geborene Lipmann. Für die gutsituierten, nichtgläubigen jüdischen Eltern war die Bildung ihrer Kinder von großer Bedeutung. Theater- und Konzertbesuche sowie größere Reisen standen im Mittelpunkt des Familienlebens. Käte erhielt teilweise Privatunterricht und besuchte die Kallmorgensche Höhere Töchterschule. Danach wählte sie, die sich seit 1904 im Jüdischen Frauenbund engagierte, eine der traditionellen Varianten der Selbstständigkeit in ihren Kreisen – den Beruf der Wohlfahrtspflegerin. Sie besuchte von 1909 bis 1912 die Soziale Frauenschule in Berlin, die 1908 von Alice Salomon gegründet und geleitet wurde. Anschließend absolvierte Rosenheim noch eine Ausbildung zur Säuglingsschwester und besuchte Vorlesungen an der Berliner Universität.
Sie war in vielen Bereichen der Wohlfahrtspflege tätig: Bis 1914 bei der Kinderfürsorge, von 1914 bis 1915 beim Nationalen Frauendienst, von 1915 bis 1916 in der Bibliothek des Frauenberufsamts, von 1916 bis 1918 bei der Kriegsamtsstelle in den Marken als Transportführerin und Beraterin für weibliche Hilfskräfte. Zwischen 1918 und 1919 arbeitete Rosenheim bei der Deutschen Liga für Völkerbund (Frauenreferat), ab 1919 im Preußischen Ministerium des Inneren, wo sie die persönliche Sekretärin des Ministers Carl Severing wurde. Von 1930 bis 1933 war sie als Dezernentin für Wohlfahrtswesen in der Regierungsabteilung des Polizeipräsidiums Berlin angestellt.
Als die Nationalsozialisten an die Macht kamen, wurde Rosenheim auf der Grundlage des Gesetzes zur Wiederherstellung des Berufsbeamtentums aus ihrer verantwortlichen Position vertrieben. Folgend engagierte sie sich bei der Zentralwohlfahrtsstelle der Juden in Deutschland. Dort übernahm sie die Organisation der Auswanderung von Kindern und Jugendlichen (bis zu 16 Jahren) in das rettende Ausland und war in dieser Funktion auch Ansprechpartnerin der German Jewish Children’s Aid (GJCA), einer jüdischen Organisation in New York, die seit 1934 jüdischen Kindern aus Deutschland die Einreise in die USA ermöglichte. 1936 reiste Rosenheim persönlich in die USA, um sich dort über die Situation der geretteten Kinder zu informieren. In diesem Jahr waren durch die Zusammenarbeit zwischen der Zentralwohlfahrtsstelle und der GJCA 161 Jungen und 76 Mädchen in die USA gebracht worden.
Nach den Novemberpogromen 1938 begleitete Rosenheim selbst einige Kindertransporte nach England. Hautnah erlebte sie das seltsame Gemisch von Glück und Schmerz, von Dankbarkeit und Sorge bei den Eltern der Kinder und Jugendlichen sowie bei den Transportbegleiterinnen.
Bis zum August 1939 konnten Rosenheim und ihr Mitarbeiterstab etwa 7.000 Kindern und Jugendlichen die Flucht aus Deutschland ermöglichen. Als im September 1939 der Zweite Weltkrieg ausbrach, fanden die Kindertransporte nach England ein abruptes Ende.
Anfang des Jahres 1941 floh sie gemeinsam mit ihrer Mutter über Frankreich, Spanien, Portugal und Kuba in die USA. Dort studierte sie an der New York School of Social Work und arbeitete bis zu ihrem Ruhestand – im Jahre 1958 – als Sozialarbeiterin in New York und San Francisco.
Zwischen 2003 und 2004 erforschten fünf Schülerinnen des Schiller Gymnasiums und drei Schülerinnen der Katholischen Liebfrauenschule in Berlin die Rettung jüdischer Kinder aus Nazideutschland. Dabei berücksichtigten sie besonders die enormen Leistungen von Käte Rosenheim und Recha Freier. Die daraus entstandene Ausstellung war bis zum 31. Januar 2005 im Centrum Judaicum zu besichtigen.

## Werke
- Interterritoriale Kinderfürsorge, in: Jüdische Wohlfahrtspflege 1936, S. 93–99
- Die Abteilung Kinder-Auswanderung, in: Jüdisches Nachrichtenblatt, 14. Juli 1939, S. 5 Online-Version.